# Odyn w Kanoe
Odyn w kanoe (ukrainisch Оди́н в кано́е, deutsch „Einer in einem Kanu“) ist eine ukrainische Indie-Rock-Band, die 2010 in Lwiw gegründet wurde. Das Team besteht aktuell aus der Sängerin Iryna Schwajdak, dem Gitarristen Ustym Pochmurskyj und dem Schlagzeuger Ihor Dsikowskyj. Die Diskographie umfasst zwei Alben aus den Jahren 2016 und 2021 mit dem Namen der Band im Titel. Das Debütalbum wurde 2016 vorgestellt. Es gibt auch zwei Singles – „Icons (To the Sixties)“ und „I have no home“, für die das Debüt-Musikvideo der Gruppe gedreht wurde. Im Laufe ihrer Karriere hatte Odyn w Kanoe nicht nur in der Ukraine, sondern auch in Prag, Paris, Cambridge, Minsk und Gdansk zahlreiche Auftritte. Die Band zeichnet sich vor allem dadurch aus, dass sie verschiedene Musikrichtungen mischt und so ihren eigenen, einzigartigen Stil kreiert. Ihre Kompositionen enthalten Bestandteile von Folk, Elektronik und Ethno. Die Band singt überwiegend auf Ukrainisch, sie hat jedoch auch einige Stücke auf Belarussisch in ihrem Repertoire.

## Herkunft von Name und Logo
Der Name der Band ergab sich rein zufällig. Als Schwajdak im Internet nach Material über Indianer forschte, stieß sie auf Wickaninnish, den Namen eines Häuptlings mit der Bedeutung: „Er hat niemanden vor sich im Kanu“. Daraus entstand der Namen der Band. Die Form des Logos der Band ähnelt einer sechsblättrigen Blume, die der Form der Schalllöcher der traditionellen ukrainischen Bandura entlehnt ist. Gleichzeitig symbolisiert jedes Blütenblatt ein Boot.

## Geschichte
Die Gruppe „Odyn w Kanoe“ (Einer in einem Kanu) entstand 2010 in Lemberg, als der Initiator der Gruppengründung 7–8 Personen, die sich noch nicht kennengelernt hatten, zu gemeinsamen Proben zusammenbrachte. Die Band spielte sehr unterschiedliche Musik. Drei Solisten sangen in der neuen Band. Gleichzeitig war kein einziges Mitglied des Teams ein professioneller Musiker. Die Mitglieder der Gruppe wechselten, so war z. B. Olena Davydenko zeitweise Mitglied der Band. Es entstand die erste Komposition des Kollektivs „Odyn w Kanoe“.
Im Laufe der Zeit begann die Gruppe aktiv zu touren und auf den Bühnen verschiedener Festivals aufzutreten.
Im Jahre 2012 gewann die Band den russischen Metro-On-Stage-Wettbewerb und trat anschließend zusammen mit Gewinnerbands aus anderen Ländern auf dem Poklonnaja Gora – einem der höchsten natürlichen Hügel in Moskau – auf.
Nach der Annexion der Krim durch die Russische Föderation und dem Beginn des Krieges in der Ostukraine lehnte es die Band ab, weiterhin in Russland aufzutreten.
Trotz der erlangten Popularität waren bis 2015 alle Mitglieder der Gruppe auch beruflich tätig. Die Band hat weder einen Produzenten noch ein Team und regelt alle organisatorischen Belange selbst.
Im Jahr 2016 erschien das erste Studioalbum, das denselben Namen „Один в каное“ wie die Band trug und gleich 25 Songs umfasste. Das Album wurde in Dnipro aufgenommen. Außerdem fand eine gesamtukrainische Tour durch fast alle regionalen Zentren der Ukraine (außer der Krim, Donezk und Luhansk) statt. Während der Tour änderte sich die Zusammensetzung der Band: Ihor Dsikowskyj löste Olena Dawydenko am Schlagzeug ab. Seit 2016 spielt die Gruppe in der aktuellen Zusammensetzung. Im April 2016 gab Odyn w Kanoe als Mittler ukrainischer Kultur im Rahmen der Cambridge Ukrainian Studies Events der University of Cambridge ein Konzert in der Chapel of St John’s College. Mit ihrer Musik sorgte die Band für eine Wiederbelebung ukrainischer und slawischer Gedichte.
Am 14. Januar 2019 veröffentlichte die Band ihren ersten Videoclip zu einem Song: „У мене немає дому“ („Ich habe kein Zuhause“). Ihr zweites Album mit 12 Songs – darunter die Singles „Ікони“ (2018) und „У мене немає дому“ (2019) – trägt den gleichen Titel wie das erste Album und wurde am 6. Juni 2021 veröffentlicht. Im September 2021 erschien auch ihre Single „Місто весни“, die sie zusammen mit einer anderen Lwiwer Rockgruppe Okean Elzy aufgenommen hatte.
Die Band hatte für März 2022 eine Nordamerika-Tournee geplant, die jedoch aufgrund des Russischen Überfalls auf die Ukraine auf unbestimmte Zeit verschoben wurde. Im Mai desselben Jahres unternahmen sie eine Tournee durch mehrere europäische Länder – z. B. nach Polen, Tschechien und Frankreich – mit dem Ziel, eine Million Dollar für die ukrainischen Streitkräfte zu sammeln.
Auch in Deutschland gaben Odyn w Kanoe im Jahr 2022 in mehreren Städten Benefizkonzerte, so z. B. am 31. Mai in München, am 21. Juni 2022 in Frankfurt am Main und am 22. Juni 2022 in Nürnberg.
Im Herbst 2024 hatte die Band Konzerte in zahlreichen Städten Europas, darunter in Prag, Warschau, Hamburg, Amsterdam, Brüssel, Dublin, Zürich und Athen. Auch 2025 sollen – diesmal von März bis April – in vielen europäischen Städten Konzerte stattfinden, ausgehend von Berlin (am 9. März 2025), über z. B. Paris und Madrid bis zum Abschluss in Barcelona am 7. April 2025.

## Diskografie
Studioalben
- 2016: Один в каное
- 2021: Один в каное

Singles
- 2018: Ікони (Symbole)
- 2019: У мене немає дому (Ich habe kein Zuhause)
- 2021: Місто весни (Die Stadt des Frühlings), gemeinsam mit Okean Elzy
- 2023: Один в полі воїн (Ein Krieger auf dem Feld)